# Liriomyza cruciferarum
Liriomyza cruciferarum är en tvåvingeart som beskrevs av Erich Martin Hering 1927. Liriomyza cruciferarum ingår i släktet Liriomyza och familjen minerarflugor.
Artens utbredningsområde är Kanarieöarna. Inga underarter finns listade i Catalogue of Life.